# Cupaniopsis shirleyana

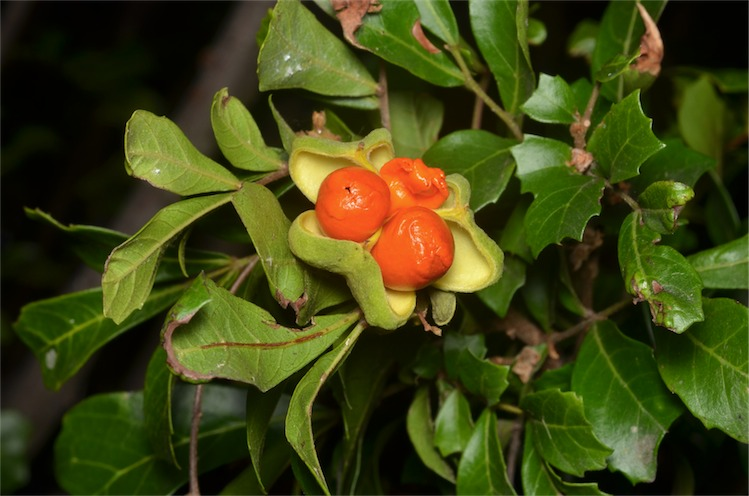

Cupaniopsis shirleyana är en kinesträdsväxtart som först beskrevs av Jacob Whitman Bailey, och fick sitt nu gällande namn av Ludwig Radlkofer. Cupaniopsis shirleyana ingår i släktet Cupaniopsis och familjen kinesträdsväxter. Inga underarter finns listade i Catalogue of Life.